# Ивановское (сельское поселение деревня Романово)
Ивановское — деревня в Медынском районе Калужской области России. Входит в муниципальное образование Сельское поселение «Деревня Романово».

## Название
В 1782 году обозначено как сельцо Хрипово (Пукашево), в 1859 году владельческое сельцо Ивановское (Хрипово).

## География
Находится на берегу реки Шаня.
Рядом — Романово, Михальчуково и Ковалерово, бывшее село Пятница Городня.

## История
В 1782 году сельцо Хрипово (Пукашево тож) с пустошами, Дарьи Николаевны Хитрово и Александра Ивановича Арсеньева.
После реформ 1861 года сельцо вошло в Романовскую волость.

## Население
| 2002 | 2010 |
| ---- | ---- |
| 1    | ↗7   |

### Историческая численность населения
Население в В 1859 году 177 жителей, в 1892 году — 32 человека, в 1913 году — 49 человек.

## Инфраструктура
Личное подсобное хозяйство с зоной сельскохозяйственного использования, индивидуальная застройка усадебного типа.
В 1859 году 17 дворов.

## Транспорт
Деревня доступна автотранспортом.
В 1859 году обозначено как находящееся на правой стороне Московско-Варшавского шоссе.